# Смирный, Александр Михайлович
Александр Михайлович Смирный (род. 6 января 1959, пгт. Черлак, Черлакский район, Омская область, РСФСР, СССР) — российский государственный деятель, генерал-полковник полиции. Заместитель Министра внутренних дел Российской Федерации (с 4 сентября 2008 года по 29 мая 2012 года)

## Биография
Александр Михайлович Смирный родился 6 января 1959 года в посёлке городского типа Черлак Омской области.
С окончанием средней школы в 1976 году Смирный поступил в Омскую высшую школу милиции МВД СССР, которую закончил в 1980 году.
С 1980 работал на должностях старшего инспектора профилактики ОВД Черлакского райисполкома Омской области, инструктора Черлакского РК КПСС Омской области, первого секретаря Черлакского РК ВЛКСМ Омской области и заведующего отделом Омского обкома ВЛКСМ.
С переездом в 1985 году в Москву до 1990 года работал инструктором, а затем заместителем заведующего отделом ЦК ВЛКСМ.
С 1991 по 1997 годы служил в Штабе МВД СССР (МВД России), Главном штабе МВД России, где проработал от старшего инспектора организационно-информационного отдела Оперативного управления до начальника Информационно-аналитического управления.
С 1997 по 1999 годы Александр Михайлович Смирный работал на должности помощника Министра внутренних дел Российской Федерации, а с 1999 по 2004 годы — на должностях начальника Главного организационно-инспекторского управления МВД России, Главного штаба МВД России, ВНИИ МВД России, Паспортно-визового управления СОБ МВД России, Главного паспортно-визового управления МВД России.
С 2001 по 2002 — начальник Всероссийского научно-исследовательского института МВД России.
С 2004 по 2008 годы был начальником Организационно-инспекторского департамента МВД России.
4 сентября 2008 года Указом Президента Российской Федерации Д. А. Медведева № 1309 Александр Михайлович Смирный был назначен на должность заместителя Министра внутренних дел Российской Федерации.
29 мая 2012 года вышел в отставку.

## Награды
- Медаль ордена «За заслуги перед Отечеством» 1-й и 2-й степеней
- Медаль «За отличную службу по охране общественного порядка»
- Благодарность президента Российской Федерации.

## Семья
Жена, сын.